# Yamagiwa Katsusaburō

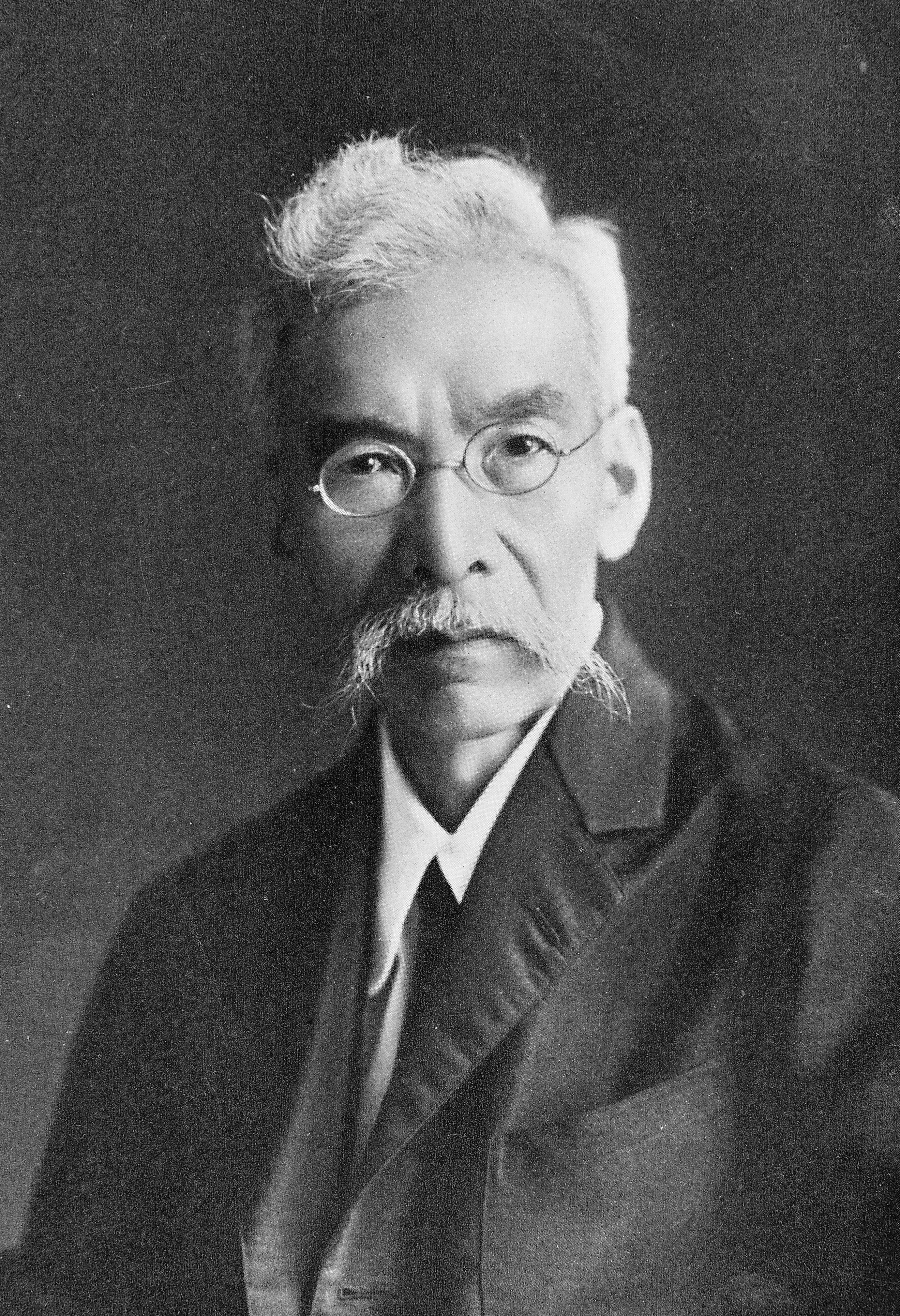
Yamagiwa Katsusaburō

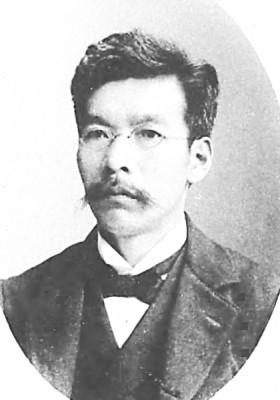
Yamagiwa jung

Yamagiwa Katsusaburō (japanisch 山極 勝三郎; geboren 10. April 1863 in Ueda (Provinz Shinano); gestorben 2. März 1930) war ein japanischer Pathologe, weltweit der erste, dem es gelang, künstlich Hautkrebs zu erzeugen.

## Leben und Wirken
Yamagiwa Katsusaburō wurde als dritter Sohn von Yamamoto Masatsune (山本 政策; ? –1883), einem Hatamoto des Ueda-Klans, geboren. Im Jahr 1879 wurde er Adoptivsohn von Yamagiwa Yoshiya (C 吉哉; ?–1909), einem Arzt im Stadtteil Yotsuya von Tokio. Er schloss 1888 sein Studium an der Medizinischen Hochschule der Kaiserlichen Universität Tokio ab und trat in die Abteilung für Pathologie ein.
1891 wurde Yamagiwa Assistenzprofessor und studierte in Berlin an der Friedrich-Wilhelms-Universität (heute Humboldt-Universität) bei Koch und Virchow. 1895 wurde er Professor an der Medizinischen Hochschule der Kaiserlichen Universität Tokio und leitete die zweite Abteilung für Pathologie. Er war der erste in Japan, der die Theorie der Präsentation von pathologischem Material in die medizinische Ausbildung einführte, indem er den Studenten gleichzeitig mit den Vorlesungen echte oder gefärbte Präparate unter dem Mikroskop vorführte.
Yamagiwa förderte die Erforschung von Tumoren, insbesondere von Krebs, und veröffentlichte 1905 „Gan hassei ron“ (胃癌発生論) – „Überlegungen zur Entstehung von Krebs“, und 1907 gründete er im Alleingang die Zeitschrift „Gan“ (癌) – „Krebs“. Er veröffentlichte gekürzte Übersetzungen aus dem Englischen, Deutschen und Französischen gleichzeitig mit dem japanischen Originaltext Japan und trug zur internationalen Entwicklung der Medizin bei. Gemeinsam mit seinem Assistenten Ichikawa Kōichi (1888–1948) veröffentlichte er 1915 den ersten Bericht zu „Jōhi shōshuyō no hassei nikansuru jikken-teki kenkyū“ (上皮性腫瘍の発生に関する実験的研究) – „Experimentelle Studien über die Entwicklung von Epitheltumoren“, in dem er über den weltweit ersten Erfolg bei der Erzeugung von künstlichem Hautkrebs durch wiederholtes Einreiben von Kaninchenohren mit Steinkohlenteer über einen längeren Zeitraum berichtete. „Gan dekitsu iki kōzen to niho sampo“ (癌出来つ意気昂然と二歩三歩) – „Auf dem _Weg, Krebs zu verstehen, zwei, drei Schritte“ ist eine Schrift von ihm und wurde zu einem geflügelten Wort.
Im Jahr 1919 wurden Yamagiwa und Ichikawa mit dem „Preis der Kaiserlichen Akademie“ (日本学士院賞) ausgezeichnet. Yamagiwa wurde 1929 mit dem „Dr. Sofie A. Nordhoff‐Jung Cancer Research Prize“ ausgezeichnet und mit dem Orden der Aufgehenden Sonne mehrfach bis zur höchsten Stufe geehrt. Er war auch ein bekannter Haiku-Dichter und publizierte unter den Namen „Shinzan“ bzw. „Kyokuzan“ (極山).
Im Schlosspark in Ueda befindet sich eine Bronzebüste Yamagiwas, die von dem Bildhauer Shimizu Takashi (1897–1981) geschaffen wurde.